# Кирилл Белозерский
Кири́лл Белозе́рский (Белозёрский, мирское имя Козьма; 1337—1427) — основатель Кирилло-Белозёрского монастыря, преподобный Русской церкви, память совершается 22 июня (9 июня по юлианскому календарю).

## Жизнеописание
О происхождении преподобного Кирилла нет точных данных. Известно, что будущий святой был близок знатному боярскому роду Вельяминовых и в молодости служил казначеем у боярина Тимофея Вельяминова. Московский боярин не одобрял желание Козьмы оставить свою службу и принять монашеский постриг. Однако друг преподобного Сергия Радонежского — преподобный Стефан Махрищский облёк будущего святого в рясу и убедил хозяина отпустить его в монастырь.

## В Симоновом монастыре
Постригся Козьма в Симоновом монастыре в игуменство сергиева племянника Феодора Симоновского. В этом монастыре и произошло знакомство инока Кирилла с преподобным Сергием, с которым тот впоследствии неоднократно беседовал.
С самого начала преподобный Кирилл был привержен строгой аскезе, но его старец (будущий епископ Смоленский Михаил) умерял его пыл, запрещая принимать на себя "подвиги сверх сил". Тем не менее, Кирилл находил способы усложнить свои испытания. Чтобы скрыть свои добродетели, к аскетизму он добавил подвиг юродства. Настоятель наказал его за неподобающее поведение, посадив на хлеб и воду на шесть месяцев, однако Кирилл только обрадовался возможности усиленного поста.
После того, как Феодор стал архиепископом Ростовским, в 1388 году симоновским архимандритом назначается преподобный Кирилл. Однако вскоре он оставил своё настоятельство и заперся в келье. Как сообщает житие преподобного, однажды ночью за акафистом он услышал голос Божьей Матери: «Кирилл, выйди отсюда и иди на Белоозеро. Там я уготовала тебе место, где можно спастись». В Белозерье святой Кирилл отправился вместе с другим симоновским монахом, когда-то ездивший в Заволжье по хозяйственным делам, Ферапонтом.

## Монастырь преподобного Кирилла

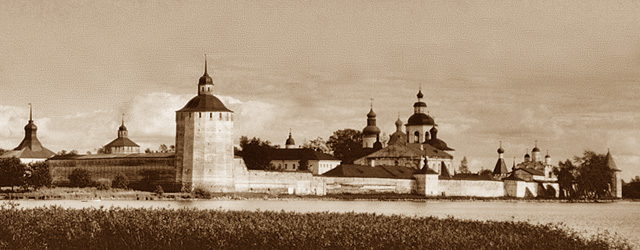
Вид на Кирилло-Белозерский монастырь

На берегу Сиверского озера на указанном Богородицей месте преподобный Кирилл выкопал свою пещеру и продолжил молитвенный подвиг. Так в 1397 году было положено начало монастыря во имя Пречистой Богородицы, известного далее как Кирилло-Белозерский.
Суровость места, однако, смутила спутника преподобного Кирилла, и Ферапонт, удалившись на 15 вёрст от Кириллова, основал свой монастырь, выбрав для новой обители живописный открытый холм. Во всём облике не менее знаменитого Ферапонтова монастыря ощущается это лёгкое и радостное чувство, столь непохожее на суровую красоту Кириллова. Однако нет причин и поводов искать противоречий между двумя белозерскими подвижниками. Эта разница духовного устройства двух преподобных не мешала их теплым отношениям.
Оставшегося в одиночестве Кирилла в первое время преследовали искушения. Один раз он едва не погиб, когда на него во время сна стало падать дерево. Услышав во сне голос, заставивший его проснуться, Кирилл спасся от верной гибели. В другой раз, когда он очищал место под огород, запаленный им хворост вызвал большой пожар, от которого преподобный едва спасся. Однако в одиночестве Кирилл оставался не долго. Вскоре к нему присоединились двое из местных и три монаха из Симонова. Но начались новые несчастья, на этот раз со стороны мира. Некий боярин, полагая, что у бывшего симоновского архимандрита с собой должны быть большие суммы, подослал разбойников, чтобы ограбить его. В другой раз местный крестьянин, из опасения, что его земля будет пожалована монастырю, пытался поджечь келью преподобного. Надо сказать, что его опасения были не безосновательны. Но святой Кирилл, как нам сообщает его житие, избегает принимать вотчины от мирских властителей. «Аще села восхощем держати, больми будет в нас попечение, могущее братиям безмолвие пресецати», — говорит он. Не позволяет он братии даже ходить за милостыней, и лишь принимает небольшие пожертвования.
Тем не менее, известен ряд документов, подписанных преподобным, которые связаны с приобретением земель и сёл. Иными словами, бескорыстный идеал выдерживался только на первых порах существования монастыря. Со временем разросшаяся братия (ко смерти преподобного она достигла 53 человек) требовала значительных средств для её содержания. Г. М. Прохоров называет 25 грамот, связанных с приобретением сёл. Так что земельные владения Кирилло-Белозерского монастыря появляются ещё при его основателе. Однако житие, составленное Пахомием Логофетом, не говорит о сёлах и землях, приобретенных Белозерским игуменом. Впоследствии эту проблему для небольшого скита отчасти удастся решить преподобному Нилу Сорскому, но в то же время вокруг вопроса о монастырских владениях разгорелись серьёзные идеологические баталии, приведшие к расколу (нелюбкам) среди части русского монашества.
Устав Кириллова монастыря был очень строг. Братьям не было позволено даже иметь собственную воду для питья в своих кельях. Однако сам игумен был с братией кроток, о налагаемых им наказаниях мы не знаем ничего. В отношениях с мирскими властями Кирилл проявлял независимость, однако сочетал её с кротостью: не обличал, но, скорее, увещевал князей.

## Послания Кирилла Белозерского сыновьям Дмитрия Донского

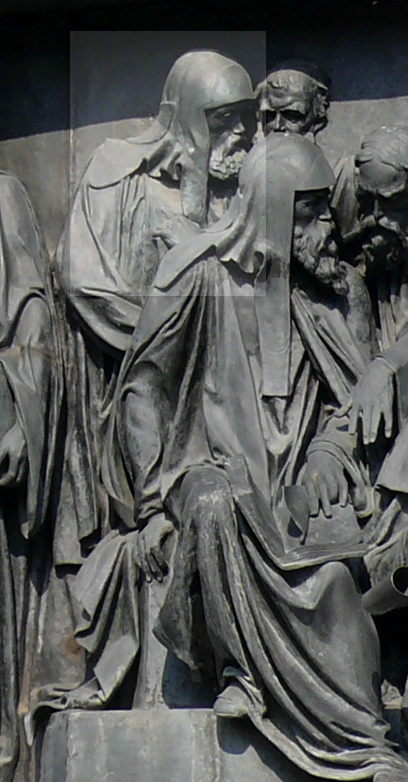
Кирилл Белозерский на Памятнике «1000-летие России» в Великом Новгороде

Сохранились послания преподобного сыновьям Дмитрия Донского: великому князю Василию, Андрею Дмитриевичу Можайскому, в вотчине которого находился монастырь, и Георгию Звенигородскому. Великого князя просит примириться с суздальскими князьями: «Посмотри, в чём будет их правда перед тобой». В том числе упоминает о «кровопролитии великом крестьянам», вызванное этой борьбой. Андрею Дмитриевичу Можайскому он пишет о необходимости справедливого суда; высказывается против взяток, поклёпов и анонимных доносов, а также о недопустимости ростовщичества и необходимости закрыть таможни и корчмы («крестьяне ся пропивают, а души их гибнут»). Негативно оценивает разбой и сквернословие. Настаивает на благочестивом поведении на богослужении. Георгию Дмитриевичу пишет о необходимости присматриваться к своим грехам и просит не ехать в его монастырь.
Кроме посланий великокняжеским сыновьям авторству преподобного принадлежит «Духовная грамота». Предположительно им же написан ряд поучений, в том числе «Поучение старца Кирила в неделю сырную по трапезе».

## Библиотека Кирилла Белозерского
Кирилл собрал в монастыре большую библиотеку. Из этого собрания сохранились двенадцать книг, находящихся в настоящее время в разных хранилищах. Среди них 2 Евангелия, 3 каноника, «Лествица» Иоанна Синайского со святым Аввой Дорофеем, святцы, а также 4 сборника, содержащие сведения по естествознанию, медицине и рекомендации по диетологии.

## Смерть и почитание преподобного Кирилла

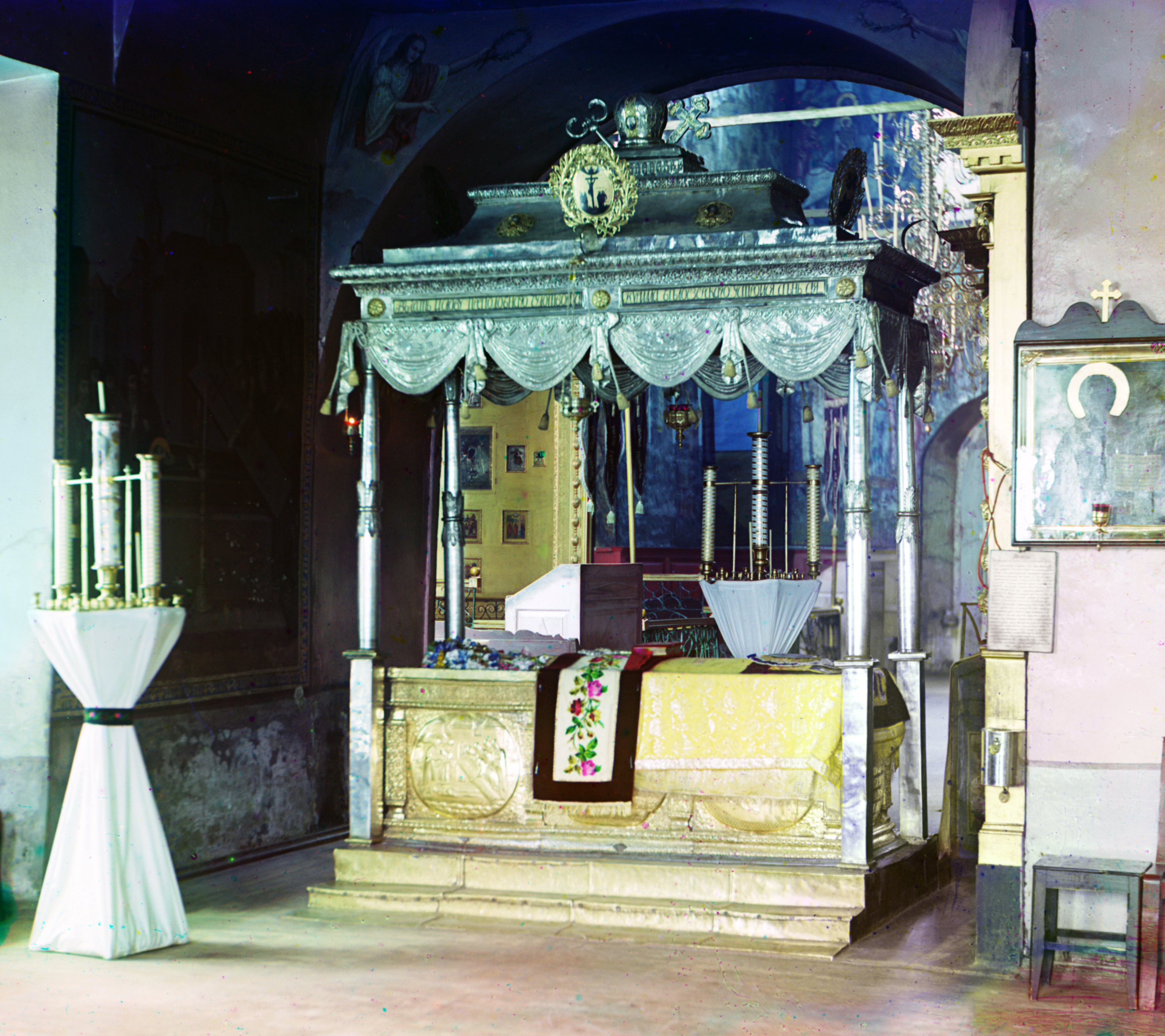
Рака Преп. Кирилла. (Кирилло-Белозерский монастырь, Кириллов, Российская империя, 1909 год). Фото С. М. Прокудина-Горского

Умер преподобный Кирилл Белозерский в 1427 году. Пахомий Серб первым написал житие святого. Дионисий Глушицкий ещё при жизни святого написал его иконописный образ, который, таким образом, является прижизненным портретом преподобного Кирилла.
В своём духовном завещании преподобный возлогает попечение о своей обители можайскому князю Андрею. Обращаясь к князю, он просит, чтобы пожалования монастырю были закреплены соответствующими документами, чтоб монахам «борониться противу обидящих».
В 1547 году Макарьевским собором был причислен церковью к лику святых.

## Ученики Кирилла Белозерского
- Ферапонт Белозерский
- Игнатий Ломский
- Мартиниан Белозерский